# Elling Holst
Elling Bolt Holst, född den 19 juli 1849 i Drammen, död den 2 september 1915, var en norsk matematiker och författare.

## Karriär
Holst blev realkandidat 1874, universitetsstipendiat 1876 och docent 1894 samt var därjämte sedan 1891 överlärare vid Kristiania tekniske skole. År 1878 fick han universitetets guldmedalj för avhandlingen Om Poncelet's Betydning for Geometrien och tog 1882 doktorsgraden med avhandlingen Et Par synthetiske Methoder især til Brug ved Studiet af metriske Egenskaber. Långt utanför Norges gränser blev han känd genom sina barnböcker, Norsk Billedbog for Børn (2 samlingar 1888 och 1890) och Barneminder og andre Smaastubber (1897).

## Matematiska publikationer (urval)
- Om Poncelet's Betydning for Geometrien, et Bidrag til de moderngeometriske Ideers Udviklingshistorie. (1878)
- Et par synthetiske Methoder især til Brug ved Studiet af metriske Egenskaber. (1882)
- Plangeometrisk kursus for realgymnasiet. (1886)
- Om høiere aritmetiske rækker samt nogle af de almindeligst forekommende konvergerende rækker, med indledende sætninger om den hele funktion. (1886)
- Kortfattet kursus i projektionstegning for realgymnasiet. (tillsammans med Ole Johannessen) (1887)
- Differential- og integralregningens elementer. (1894)
- Mathematik. (1896)
- Lærebog i infinitesimalregningens elementer. (1901)
- Niels Henrik Abel. Memorial publié a l'occasion du centenaire de sa naissance. (tillsammans med Carl Størmer och Ludvig Sylow) (1902)
- De første begyndelsesgrunde til feillæren og mindste kvadraters metode med anvendelse paa landmaalingen. (med Nils Wennech Smeby) (1902)

## Barnböcker (urval)
- Norsk billedbog for børn (tillsammans med E. Nielsen), (1888)
- Norsk billedbog for børn. Ny samling (med E. Nielsen), (1890)
- Julegodter for Børn, 3 deler (1892)
- A.B.C. for Skole og Hjem (med A. Rogstad), (1893)
- Lette læsestykker for barn til brug efter A.b.c.en (1894)
- Norsk billedbog for børn. 3die samling (med E. Nielsen), (1903)